# 500 Degreez
Albums de Lil Wayne
Lights Out
(2000) Tha Carter
(2004)
Singles
1. Way of Life
Sortie : 23 septembre 1999
2. Where You At"
Sortie : 2002

500 Degreez est le troisième album studio de Lil Wayne, sorti le 23 juillet 2002.
Le titre de l'album est un clin d'œil à l'album du rappeur Juvenile, 400 Degreez, sorti quatre ans plus tôt. L'album atteint la sixième place du Billboard 200 aux États-Unis et a culminé à la première place du Top R&B/Hip-Hop Albums. Il a été certifié disque d'or par la Recording Industry Association of America (RIAA) le 3 septembre 2002.

## Liste des titres
| No  | Titre                                                  | Contient un (des) sample(s) de | Durée |
| --- | ------------------------------------------------------ | --- | ----- |
| 1.  | Fly Talkin'                                            | | 1:36  |
| 2.  | Look at Me                                             | | 4:00  |
| 3.  | Way of Life (featuring Big Tymers & TQ)                | Don't Look Any Further de Dennis Edwards featuring Siedah Garrett Hit 'Em Up de 2Pac featuring Outlawz Fly Like an Eagle du Steve Miller Band Paid in Full d'Eric B. & Rakim Exotic Nations du Jam Crew | 4:01  |
| 4.  | Big Tigger Live on the Radio                           | | 1:31  |
| 5.  | Gangsta and Pimps (featuring Birdman)                  | | 4:41  |
| 6.  | Lovely                                                 | | 4:02  |
| 7.  | Gangsta Shit (featuring Petey Pablo)                   | | 3:40  |
| 8.  | Big Tigger Live on the Radio                           | | 1:02  |
| 9.  | Bloodline                                              | | 4:21  |
| 10. | Where You At                                           | | 3:50  |
| 11. | Worry Me                                               | | 4:06  |
| 12. | 500 Degreez                                            | 400 Degreez de Juvenile | 3:45  |
| 13. | Go Hard                                                | | 3:30  |
| 14. | Young'n Blues                                          | | 4:32  |
| 15. | Believe That (featuring Mannie Fresh & Blaque)         | | 4:12  |
| 16. | Rob Nice Live on the Radio                             | | 1:14  |
| 17. | Fuck You (featuring Big Tymers)                        | | 4:20  |
| 18. | What Does Life Mean to Me (featuring TQ & Big Tymers)  | | 1:25  |
| 19. | Get That Dough (featuring Birdman, Cristale & Tateeze) | | 3:38  |
| 20. | Fo Sheezy                                              | | 3:44  |
| 21. | Fly Talkin' Go Home                                    | | 3:20  |

## Classement
| Chart (2002)           | Meilleure position |
| ---------------------- | ------------------ |
| Billboard 200          | 6                  |
| Top R&B/Hip-Hop Albums | 1                  |